# Damazy Szkopiak
Damazy Szkopiak (ur. 10 stycznia 1916 w Zalesiu, zm. 4 czerwca 2010) – polski działacz partyjny i państwowy, w latach 1973–1975 wicewojewoda koszaliński.

## Życiorys
Syn Michała i Marianny. Absolwent szkoły rolniczej w Starym Brześciu z 1936, później ukończył studia inżynierskie. W 1947 wstąpił do Polskiej Partii Robotniczej, następnie do Polskiej Zjednoczonej Partii Robotniczej. W latach 1959–1964 zastępca, a w latach 1964–1965 kierownik Wydziału Rolnego PZPR w Koszalinie. Był radnym, a od 31 sierpnia 1965 zastępcą przewodniczącego Prezydium Wojewódzkiej Rady Narodowej w Koszalinie. Po przekształceniu tej funkcji od grudnia 1973 do 24 listopada 1975 pełnił funkcję wicewojewody koszalińskiego (zarówno „dużego”, jak i „małego” województwa). Był wieloletnim informatorem Wojewódzkiego Urzędu Spraw Wewnętrznych w Koszalinie.
Pochowany na cmentarzu Junikowo w Poznaniu.